# Spodoptera pecten
Spodoptera pecten är en fjärilsart som beskrevs av Achille Guenée 1852. Spodoptera pecten ingår i släktet Spodoptera och familjen nattflyn. Inga underarter finns listade i Catalogue of Life.